# Eduardo Aizpún
Eduardo Aizpún Andueza (Pamplona, 1895-Barcelona, 16 de marzo de 1974) fue un abogado, jurista, filántropo y futbolista español. Fundador y jugador de dos de los clubes de fútbol más antiguos de Navarra, el C. A. Osasuna y el C. D. Ribaforada.

## Biografía
Aizpún nació en Pamplona en el año 1895, en el seno de una numerosa familia de clase media. Su padre, Simón Aizpún Iraizoz, oficial de sala de la Audiencia Territorial, le inculcó desde pequeño el gusto por la judicatura. Entre sus nueve hijos, él destacaba como gran amante del deporte. Mientras cursaba sus estudios de derecho en Salamanca, Eduardo tuvo la oportunidad de conocer y practicar el nuevo deporte de moda, el foot-ball. Fue un excelente futbolista en la demarcación de defensa diestro, llegando a jugar en diversos equipos: Pamplona C. de F. (primer club de fútbol navarro), Racing Club, Iruña C. de F. y Sportiva Foot-Ball Club. Según nos cuenta en las crónicas su propio hermano, Marcos Aizpún Andueza, periodista del periódico «El Pueblo Navarro», en mayo de 1919 recién licenciado en derecho, el club donde juega se escinde (probablemente por desencuentros de afinidades políticas) en dos equipos diferentes, el ya nombrado -en el cual tras la formación de la nueva directiva fue nombrado presidente- y el New Club; pero a finales de 1920, las dos sociedades vuelven a hermanarse sabidas de su error y queriendo formar un club potente que pudiera competir fuera de Navarra. El domingo 17 de octubre de 1920, el Sportiva F.C. juega su último partido contra una selección militar, a sabiendas de que la fusión estaba casi hecha. Los continuados encuentros entre las dos directivas se produjeron en el famoso Café Kutz de Pamplona. El 22 de octubre de 1920 se trató por vez primera el tema de la re-unificación, finalmente, el 17 de noviembre -después de una votación- se decidió la fundación de un nuevo club que diera comienzo a un nuevo ciclo, el C. A. Osasuna. El acta del encuentro fue firmada por seis representantes, entre los que se encontraba él. El 24 de octubre, Osasuna hizo por vez primera su presentación pública, en el campo del Hipódromo. Allí mismo se jugó el primer partido de la historia "rojilla", contra el Regimiento de la Constitución, empate a uno. Existe una polémica en cuanto quién fue el primer presidente del Osasuna, cargo que tradicional y oficialmente se le otorga a Joaquín Rasero. Tras recientes estudios de los primeros reglamentos y actas del club se ha visto que los documentos que testifican su fundación están firmados todos por Aizpún, que obtuvo el cargo de primer presidente de la entidad por unanimidad -dato que se omitía hasta el momento-. En los primeros meses de vida de la entidad osasunista, compaginó las labores institucionales y deportivas, apareciendo su firma en los primeros documentos remitidos al Gobierno Civil de la época: tanto en el primer reglamento de la sociedad fechado el 15 de noviembre de 1920 como en las alineaciones de los encuentros disputados. Aizpún ocupará además la presidencia osasunista en otros tres períodos diferentes: segundo semestre de 1923, el primero de 1924 y el segundo de 1925
Un par de meses después, en 1921, fundó un segundo club, el C.D. Ribaforada, del que él mismo también fue presidente y jugador (capitán). Su actividad como impulsor del balompié en Navarra quedó suspendida tras ser movilizado para servir en el ejército español durante la guerra del Rif, como lo cita el periodista Garcilaso en sus crónicas desde el escenario de la contienda. A su regreso, en la primavera de 1922, Eduardo se centró en sus proyectos profesionales. En 1925 comenzó su carrera judicial hasta llegar a ser en 1927 juez de primera instancia en Tafalla, luego, desde 1935 a 1940 en Ejea de los Caballeros. Por ese tiempo contrajo matrimonio con la marcillesa María Carmen Terés. En agosto de 1933 fue designado juez especial del Tribunal Supremo, ocupándose de las “asociaciones ilegítimas” que habían organizado un complot contra la República. A raíz de esta intervención, se sintió molesto por una presunta campaña de «Diario de Navarra» contra él y Ramón Bengaray (destacado militante republicano de Pamplona y en un tiempo directivo de Osasuna) salió en su defensa en un mitin acaecido en el teatro Gayarre de Pamplona. En 1943 es destinado a la Audiencia Territorial de Pamplona. En 1950 fue nombrado Fiscal Provincial de Tasas de Guipúzcoa y en 1953, de Barcelona, donde asentó su definitivo lugar de residencia. En 1964 es nombrado por el Ministerio de Comercio, Sub-delegado del Servicio de Inspección de la Disciplina de Mercado, cargo que ostentó hasta su jubilación en 1967. Murió en Barcelona, el 16 de marzo de 1974.